# Jim Morrison

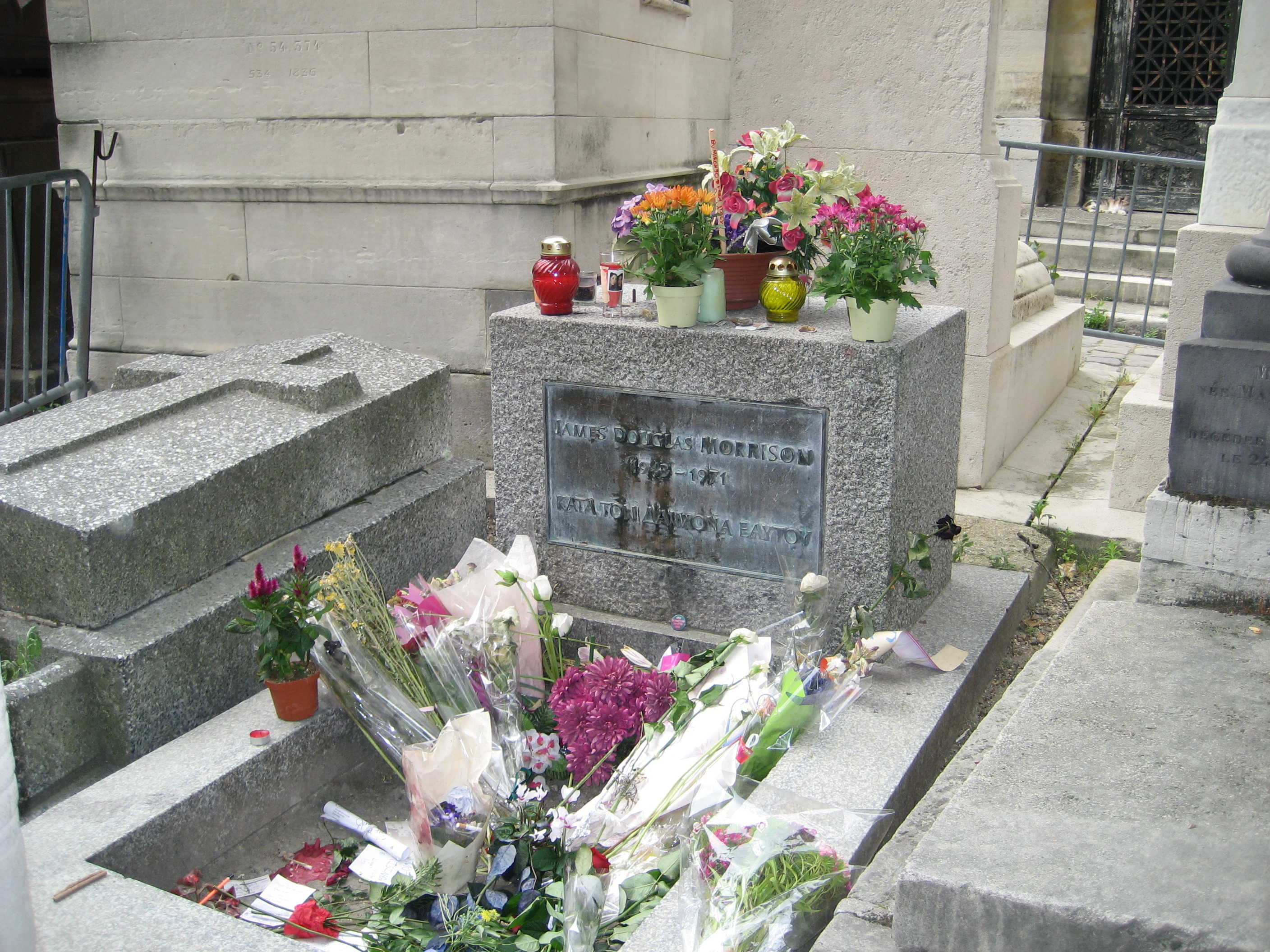
Jim Morrisons grav i Paris.

James Douglas "Jim" Morrison, född 8 december 1943 i Melbourne, Florida, död 3 juli 1971 i Paris, var en amerikansk poet, låtskrivare och sångare i rockgruppen The Doors från Los Angeles. Han var son till amiral George Stephen (Steve) Morrison och Clara Clarke, Hans syskon är Anne Robin Chewning och Andrew.
Jim Morrison ansågs kontroversiell på sin tid. Han blandade poesi, drogmissbruk, alkoholmissbruk, talang och sexuell utstrålning på ett sätt som då ansågs ovanligt. Än i dag kan man se honom på affischer, t-shirts och liknande världen över hos fans som föddes långt efter hans död.

## Dom och benådning
Morrison dömdes för förargelseväckande beteende vid en konsert i Miami 1969 till sex månaders fängelse. Han höll på att överklaga domen vid tiden för sin död. Delstaten Florida beslutade 2010 att postumt benåda Morrison.

## Morrisons död
Jim Morrisons död omges av oklara omständigheter, vilket bidragit till att göra honom till en kultfigur. Han hittades död i ett badkar av sin flickvän Pamela Courson i Paris och obduktion utfördes inte, eftersom det i Frankrike endast är nödvändigt vid mordmisstanke. Dödsattesten anger hjärtattack, antagligen förorsakad av omfattande narkotikamissbruk. Morrisons vänner i Paris har dock vittnat om att den egentliga dödsorsaken var en kombination av astmamedicin och alkohol. Läkaren som skrev under dödsattesten har inte velat uttala sig om dödsfallet. 
Morrison är begravd på Père-Lachaise-kyrkogården i Paris och än idag vallfärdar fans till hans grav. På 30-årsdagen av hans död uppstod kravaller då myndigheterna spärrade portarna till kyrkogården av rädsla för att de hundratals fans som samlats skulle skada gravplatserna.
Morrison sägs ingå i 27 Club, en lista med betydande musiker, konstnärer och skådespelare som dött vid 27 års ålder.

## Svenska översättningar
- Erotisk politik (The lords and The new creatures samt valda sånger) (översättning: Olle Thörnvall) (Janus, 1983)
- Den amerikanska natten (The American night) (Översättning: Måns Winberg) (Bakhåll, 2009)

## Filmer om Morrison
- The Doors 1991: regissör Oliver Stone, starring (Morrison) Val Kilmer.